# Bitwa o Szybenik
Bitwa o Szybenik (znana również jako wojna wrześniowa – Rujanski rat) – starcie zbrojne pomiędzy Jugosłowiańską Armią Ludową (Jugoslovenska Narodna Armija – JNA) wspieraną przez chorwackich Serbów, a Chorwacją. Bitwa toczyła się na północ i zachód od miasta Szybenik w dniach 16–22 września 1991 podczas wojny w Chorwacji. Początkowym celem JNA było oblężenie koszar wojskowych w mieście i odseparowanie Dalmacji od reszty kraju. Działania JNA zostały poparte przez Jugosłowiańską flotę powietrzną i morską.

## Przebieg
Walki zatrzymały się w miejscu po chorwackim kontrataku na przedmieściach Szybenika. Mimo że Chorwacja utraciła duże połacie ziemi na rzecz Jugosławii, szczególnie w okolicach miasta Drniš, Narodowa Straż Chorwacji zajęła kilka ważnych lokalizacji w Szybeniku, w tym nadmorskie baterie artyleryjskie. Przejęte baterie zostały wykorzystane do obrony miasta. JNA wycofało się z Szybeniku po tym, jak doszło do porozumienia pomiędzy JNA i chorwackimi urzędnikami. Ewakuowały się wszystkie garnizony JNA, poza kilkoma, które zostały rozbite przez Narodową Straż Chorwacji.

## Sytuacja po bitwie
Walki we wrześniu i w październiku przyniosły śmierć trzem Chorwatom oraz siedmiu cywilom, a 100 osób zostało rannych. JNA bombardowała Szybenik, niszcząc wiele budynków, w tym Katedrę św.Jakuba wpisaną na listę światowego dziedzictwa UNESCO. Bombardowania trwały kolejne 100 dni. Bitwa jest upamiętniana każdego roku w Szybeniku.